# Trisetaria koelerioides
Trisetaria koelerioides là một loài thực vật có hoa trong họ Hòa thảo. Loài này được (Bornm. & Hack.) Melderis miêu tả khoa học đầu tiên năm 1952.